# Gonzalo Hermo González
Gonzalo Hermo González, nascut a Taragoña (Rianxo) el 24 de febrer de 1987, és un poeta, filòleg i traductor gallec.

## Trajectòria[calcitació]
Es va llicenciar en filologia gallega el 2010, és doctor en lingüística gallega per la Universitat de Santiago de Compostel·la i imparteix docència a les universitats de Santiago de Compostel·la i la Universitat Autònoma de Barcelona. Viu a Barcelona, treballa al sector editorial i és professor del curs anual de poesia a l’Escola de Lletres de Tarragona.
Els seus primers textos creatius es van publicar en revistes com Dorna, Andar 21 i Nova Ólisbos. El 2008 va publicar un recull de poemes a la Revista das Letras del diari Galicia Hoxe sota el títol Escola do resentimento.
Ha publicat diversos llibres de poemes. Per la seva obra ha rebut, entre d'altres, el Premi Xuventude Crea de la Xunta de Galícia (2010), el Premi de l’Associació Espanyola de Crítica Literària (2015), el Premi Nacional de Literatura en la categoria de Nova Poesia Miguel Hernández (2015) o el Premi de Poesia Afundación (2018).
Ha participat en festivals internacionals de poesia a Còrdova (Argentina), Ottawa (Canadà), Barcelona i Mallorca, entre d'altres. També ha traduït poesia gallega contemporània i és membre fundador de l'editorial-llibreria-espai creatiu Chan da Pólvora, amb seu a Santiago de Compostel·la.
Ha treballat a l’ Institut da Lingua Galega i és membre de Redes Escarlata.

## Obra

### Poesia
- Crac (Barbantesa, 2011).
- Celebración (Apiari, 2014).[1]
- A vida salvaxe (PEN Club de Galícia, 2018). Es va traduir al català.[2]

### Narrativa
- Diario dun enterro (Editorial Galaxia, 2019). Traduït al català com L'enterament (Lleonart Muntaner, 2020)

### Obres col·lectives
- Novas de poesía. 17 poetas (Fundación Uxío Novoneyra, 2013). Poesia.
- Versus cianuro. Poemas contra a mina de ouro de Corcoesto (A. C. Caldeirón, 2013). Poesia.
- De Cantares Hoxe. Os Cantares Gallegos de Rosalía de Castro no século XXI (Fundació Rosalía de Castro / Radio Galega, 2015). Poesia.
- 6 poemas 6. Homenaxe a Federico García Lorca (Biblos Clube de Lectores, 2015). Poesia.
- No seu despregar (Apiario, 2016). Poesia.

### Traducció
- Ningún precipicio, d'Olalla Cociña (Madrid: Diminutos Salvamentos, 2017). Al castellà.
- Permaxeo, d'Eva Baltasar (Kalandraka, 2020). Al gallec

## Premis
- Primer premi de poesia del Concurs Xuventude Crea de la Xunta de Galícia el 2010.[cal citació]
- Primer premi del I Concurs de Poesia Centro Recreativo de Artes el 2014, per O pracer.[cal citació]
- Segon premi al III Premi Manuel Leiras Pulpeiro de Poesia el 2014, per Marchamos .[cal citació]
- Premi de la Crítica de Poesia Gallega el 2014, per Celebración.[cal citació]
- Premi Nacional de Poesia Jove Miguel Hernández el 2015, per Celebración.[cal citació]
- Premi de Poesia Afundación el 2018, per A vida salvaxe.[3]
- Premi Repsol de narrativa curta el 2019, per Diario dun enterro.[4]